# Daniele Cavaliero
Daniele Cavaliero (Oggiono, 10 gennaio 1984) è un ex cestista italiano.
Alto 188 cm per 83 kg di peso, in campo viene impiegato come guardia.

## Carriera
Cresciuto cestisticamente nella Pallacanestro Trieste dove gioca fino al 2004. Poi due anni all'Olimpia Milano dove matura come giocatore.
Nella stagione 2005-06 è con il Roseto Basket ed, a seguito del fallimento della squadra abruzzese, passa, nella stagione 2006-07, alla Fortitudo Bologna. Il 20 novembre del 2007 è stato acquistato dall'Air Avellino squadra con la quale ha conquistato nel 2008 la Coppa Italia e la qualificazione in Eurolega.
Nella stagione 2008-09 a Montegranaro colleziona 30 presenze in cui realizza 5 punti e 1,3 assist per partita mentre nella stagione successiva va a referto 31 volte realizzando 8,7 punti e 2,2 assist a partita.
Nella stagione 2009-10 sempre con la Sutor Montegranaro realizza 8,7 punti e 2,2 assist per partita risultando un valore aggiunto per i suoi compagni di squadra. Nei play-off scudetto con la sua Montegranaro perde nei quarti di finale dall'Olimpia Milano per 3-0.
Nell'estate del 2010 viene convocato nella Nazionale dal nuovo coach Simone Pianigiani.
Il 13 marzo 2011 partecipa al All Star Game al Mediolanum Forum di Milano.
Il 30 giugno 2011 rescinde il contratto con la Sutor Basket Montegranaro dopo tre stagioni e 91 presenze nella massima serie.
Dal 20 luglio 2011 è un giocatore della Victoria Libertas Pesaro con la quale firma un contratto di due anni.
Il 9 settembre 2013 viene ufficializzato l'accordo con la Società Sportiva Felice Scandone, venendo confermato per la stagione seguente.
Il 20 luglio 2015 passa alla Pallacanestro Varese, con cui firma un biennale
Il 25 aprile 2017, con ancora un anno di contratto, accetta l'offerta della squadra della sua città Pallacanestro Trieste 2004 e, in accordo con i vertici della Pallacanestro Varese,  rescinde con la società lombarda e fa ritorno, dopo 13 anni, alla Pallacanestro Trieste 2004, squadra della sua città natale, per disputare i play-off di Serie A2.
Il 16 giugno 2018 con la Pallacanestro Trieste 2004 vince il campionato di serie A2 durante una tiratissima partita contro Casale Monferrato, guadagnando il titolo di MVP della decisiva gara-3 con ben 23 punti segnati.
Rimane a giocare con la squadra giuliana fino al ritiro dall'attività nell'agosto 2022.

## Statistiche

### Cronologia presenze e punti in nazionale
| Cronologia completa delle presenze e dei punti in Nazionale - Italia | Cronologia completa delle presenze e dei punti in Nazionale - Italia | Cronologia completa delle presenze e dei punti in Nazionale - Italia | Cronologia completa delle presenze e dei punti in Nazionale - Italia | Cronologia completa delle presenze e dei punti in Nazionale - Italia | Cronologia completa delle presenze e dei punti in Nazionale - Italia | Cronologia completa delle presenze e dei punti in Nazionale - Italia | Cronologia completa delle presenze e dei punti in Nazionale - Italia |
| Data                                                                 | Città                                                                | In casa                                                              | Risultato                                                            | Ospiti                                                               | Competizione                                                         | Punti                                                                | Note                                                                 |
| -------------------------------------------------------------------- | -------------------------------------------------------------------- | -------------------------------------------------------------------- | -------------------------------------------------------------------- | -------------------------------------------------------------------- | -------------------------------------------------------------------- | -------------------------------------------------------------------- | -------------------------------------------------------------------- |
| 09/07/2010                                                           | Bormio                                                               | Italia                                                               | 88 - 46                                                              | Ungheria                                                             | Torneo amichevole                                                    | 6                                                                    | [ 5 ]                                                                |
| 11/07/2010                                                           | Bormio                                                               | Italia                                                               | 78 - 41                                                              | Iran                                                                 | Torneo amichevole                                                    | 0                                                                    | [ 6 ]                                                                |
| 17/07/2010                                                           | Firenze                                                              | Italia                                                               | 88 - 76                                                              | Polonia                                                              | Torneo amichevole                                                    | 1                                                                    | [ 7 ]                                                                |
| 18/07/2010                                                           | Firenze                                                              | Italia                                                               | 83 - 84                                                              | Bulgaria                                                             | Torneo amichevole                                                    | 3                                                                    | [ 8 ]                                                                |
| 11/03/2012                                                           | Pesaro                                                               | Italia                                                               | 91 - 85                                                              | World Stars                                                          | All Star Game                                                        | 9                                                                    | [ 9 ]                                                                |
| Totale                                                               |                                                                      | Presenze                                                             | 5                                                                    |                                                                      | Punti                                                                | 19                                                                   |                                                                      |

### Statistiche nel campionato italiano
Dati aggiornati al 12 febbraio 2012
| Stagione                                | Squadra                                 | Competizione                            | Partite | Partite | Partite | Statistiche tiro | Statistiche tiro | Statistiche tiro | Altre statistiche | Altre statistiche | Altre statistiche | Altre statistiche | Altre statistiche |
| Stagione                                | Squadra                                 | Competizione                            | Pres.   | Titol.  | Minuti  | Tiri da 2        | Tiri da 3        | Liberi           | Rimb.             | Assist            | Rubate            | Stopp.            | Punti             |
| --------------------------------------- | --------------------------------------- | --------------------------------------- | ------- | ------- | ------- | ---------------- | ---------------- | ---------------- | ----------------- | ----------------- | ----------------- | ----------------- | ----------------- |
| 1999-2000                               | Telit Trieste                           | Serie A                                 | 3       | 1       | 2       | 0/0              | 0/1              | 0/0              | 0                 | 0                 | 0                 | 0                 | 0                 |
| 2000-2001                               | Telit Trieste                           | Serie A                                 | 12      | 6       | 28      | 0/0              | 1/4              | 0/0              | 1                 | 2                 | 1                 | 0                 | 3                 |
| 2001-2002                               | Coop Nordest Trieste                    | Serie A                                 | 26      | 15      | 160     | 5/16             | 2/8              | 27/30            | 15                | 17                | 10                | 0                 | 43                |
| 2002-2003                               | Acegas Trieste                          | Serie A                                 | 36      | 36      | 517     | 18/42            | 25/62            | 44/54            | 38                | 35                | 20                | 30                | 155               |
| 2003-2004                               | Coop Nordest Trieste                    | Serie A                                 | 31      | 30      | 635     | 33/67            | 33/98            | 69/89            | 40                | 47                | 41                | 0                 | 234               |
| Totale Pallacanestro Trieste            | Totale Pallacanestro Trieste            | Totale Pallacanestro Trieste            | 108     | 88      |         |                  |                  | -                | -                 | -                 | -                 | -                 | 435               |
| 2004-2005                               | Armani jeans Milano                     | Serie A                                 | 46      | 34      | 343     | 11/29            | 17/46            | 40/50            | 35                | 32                | 18                | 0                 | 113               |
| 2005-2006                               | Armani jeans Milano                     | Serie A                                 | 34      | 32      | 752     | 38/89            | 56/134           | 54/74            | 43                | 72                | 46                | 0                 | 298               |
| Totale Olimpia Milano                   | Totale Olimpia Milano                   | Totale Olimpia Milano                   | 80      | 66      |         |                  |                  | -                | -                 | -                 | -                 | -                 | 411               |
| 2006-2007                               | Climamio Bologna                        | Serie A                                 | 34      | 33      | 430     | 17/31            | 27/62            | 25/33            | 32                | 32                | 24                | 1                 | 140               |
| 2007                                    | Upim Bologna                            | Serie A                                 | 10      | 10      | 150     | 9/20             | 3/16             | 7/18             | 12                | 11                | 12                | 2                 | 34                |
| Totale Fortitudo Bologna                | Totale Fortitudo Bologna                | Totale Fortitudo Bologna                | 44      | 43      |         |                  |                  | -                | -                 | -                 | -                 | -                 | 174               |
| 2007-2008                               | Air Avellino                            | Serie A                                 | 29      | 29      | 602     | 22/53            | 31/71            | 21/36            | 40                | 66                | 35                | 0                 | 158               |
| Totale Felice Scandone Avellino         | Totale Felice Scandone Avellino         | Totale Felice Scandone Avellino         | 29      | 29      |         |                  |                  | -                | -                 | -                 | -                 | -                 | 158               |
| 2008-2009                               | Premiata Montegranaro                   | Serie A                                 | 30      | 30      | 578     | 26/49            | 23/80            | 28/42            | 45                | 38                | 31                | 1                 | 149               |
| 2009-2010                               | Sigma Coatings Montegranaro             | Serie A                                 | 31      | 31      | 725     | 32/66            | 53/139           | 48/59            | 40                | 69                | 43                | 2                 | 271               |
| 2010-2011                               | Fabi Shoes Montegranaro                 | Serie A                                 | 30      | 30      | 801     | 35/75            | 48/140           | 44/58            | 58                | 60                | 50                | 0                 | 258               |
| Totale Società Sportiva Sutor           | Totale Società Sportiva Sutor           | Totale Società Sportiva Sutor           | 91      | 91      |         |                  |                  | -                | -                 | -                 | -                 | -                 | 678               |
| 2011-2012                               | Scavolini Pesaro                        | Serie A                                 | 25      | 25      | 549     | 22/59            | 26/94            | 35/55            | 39                | 52                | 27                | 1                 | 157               |
| 2012-2013                               | Victoria Libertas Pesaro                | Serie A                                 |         |         |         | /                | /                | /                |                   |                   |                   |                   |                   |
| Totale Victoria Libertas Pesaro         | Totale Victoria Libertas Pesaro         | Totale Victoria Libertas Pesaro         |         |         |         |                  |                  | -                | -                 | -                 | -                 | -                 |                   |
| 2013-2014                               | Sidigas                                 | Serie A                                 |         |         |         | /                | /                | /                |                   |                   |                   |                   |                   |
| 2014-2015                               | Sidigas                                 | Serie A                                 |         |         |         | /                | /                | /                |                   |                   |                   |                   |                   |
| Totale Società Sportiva Felice Scandone | Totale Società Sportiva Felice Scandone | Totale Società Sportiva Felice Scandone |         |         |         |                  |                  | -                | -                 | -                 | -                 | -                 |                   |
| Totale carriera                         |                                         |                                         |         |         |         |                  |                  |                  |                   |                   |                   |                   |                   |

## Palmarès
- Coppa Italia: 1

Scandone Avellino: 2008
- Supercoppa LNP: 1

Pall. Trieste: 2017
- Campionato italiano dilettanti: 1

Pall.Trieste: 2017-18